# Dubica (stacja kolejowa)
Dubica (biał. Дубіца; ros. Дубица) – przystanek kolejowy w miejscowości Dubica, w rejonie brzeskim, w obwodzie brzeskim, na Białorusi.
Stacja istniała przed II wojną światową.